# Cucina mongola

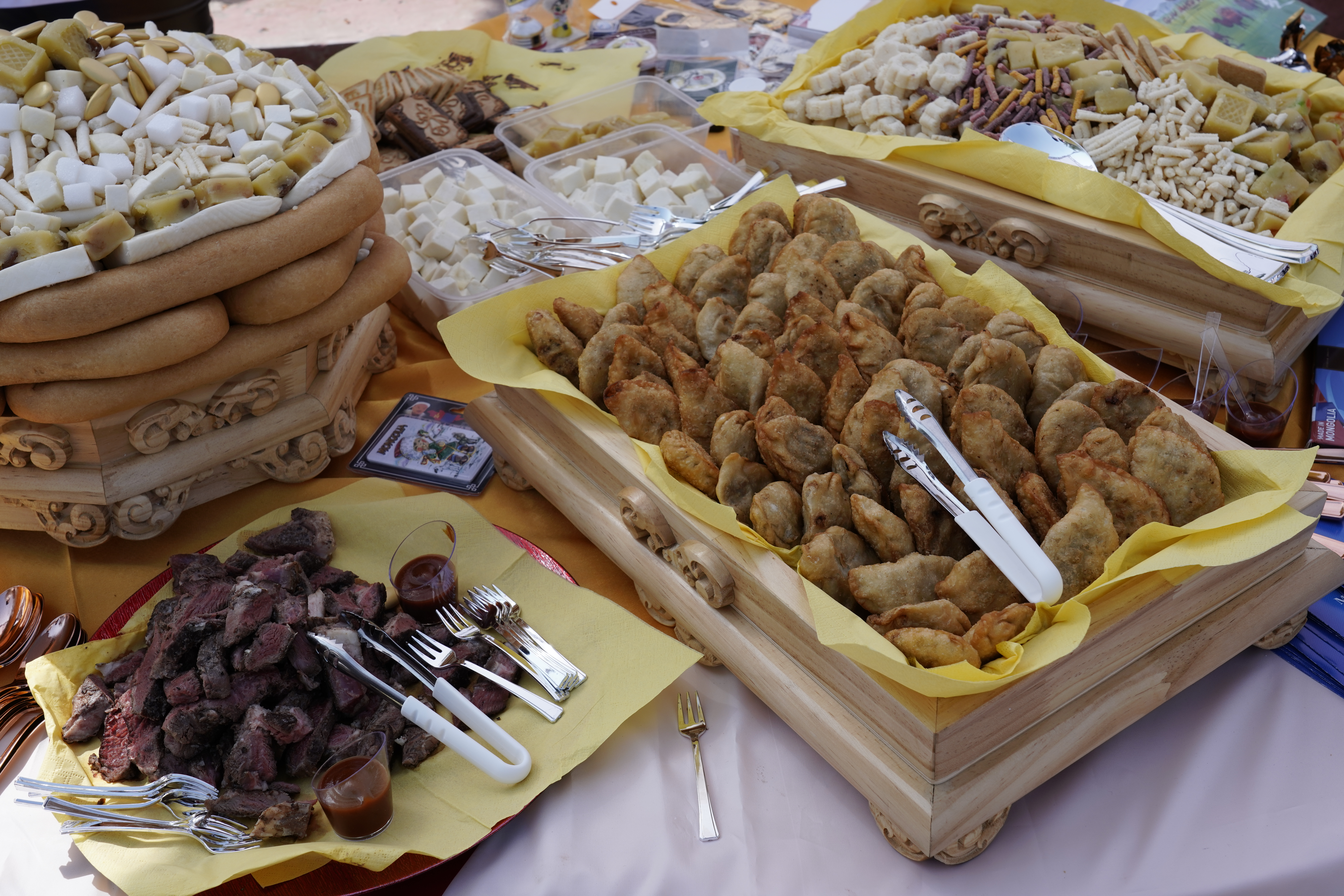
Un tradizionale banchetto a base di khuushuur, aaruul, ul boov e agnello alla griglia

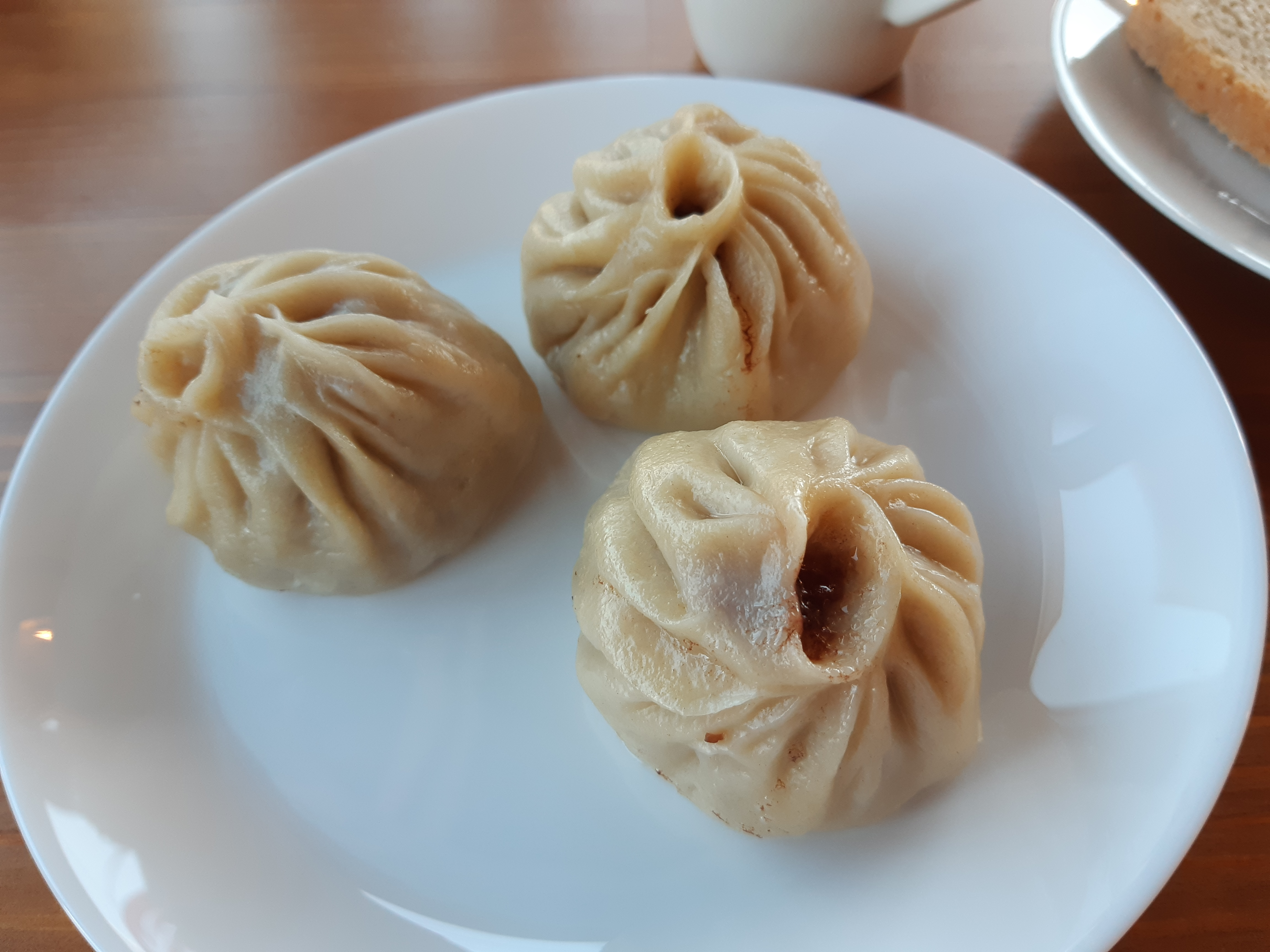
Buuz

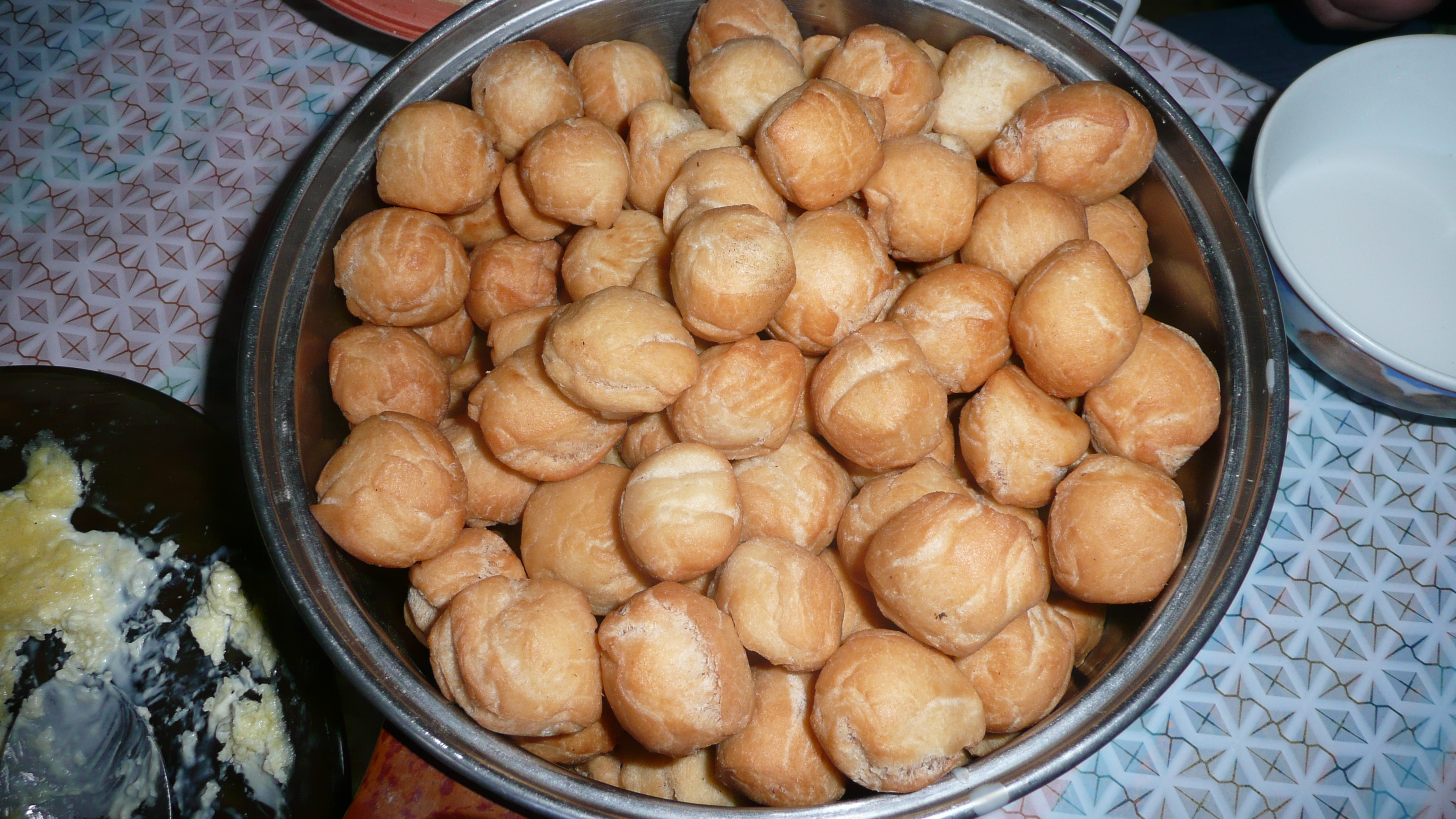
Boortsog

La cucina mongola (Монгол хоол) si riferisce alle tradizioni culinarie della Mongolia e ai suoi piatti tipici. Il clima continentale estremo ha influenzato la dieta tradizionale, così che la cucina mongola consiste primariamente di latticini, carne e grassi animali. L'uso di vegetali e spezie è limitato. A causa della vicinanza geografica e del profondo legame storico con la Cina e la Russia la cucina mongola è influenzata anche dalla cucina cinese e russa.

## Caratteristiche[1]
I nomadi della Mongolia sostengono le proprie vite direttamente con i prodotti degli animali addomesticati come bovini, cavalli, cammelli, yak, pecore  e, talvolta, selvaggina. La carne o è cucinata, usandola come ingrediente per zuppe e ravioli (buuz, khuushuur, bansh, manti) o essiccata per l'inverno (borts). La dieta mongola include una grande parte di grassi animali che sono necessari ai mongoli per resistere ai freddi inverni e al loro duro lavoro. Le temperature invernali arrivano a -40 °C e all'esterno il lavoro richiede sufficienti riserve di energia. Latte e panna sono usati per preparare una grande varietà di bevande, così come il formaggio e altri prodotti simili.
I nomadi della campagna sono autosufficienti per principio. I viaggiatori troveranno i gers contrassegnati come "guanz" a intervalli regolari al ciglio delle strade, che fungono da ristoranti semplici. Nel ger, che è una struttura abitativa mobile (yurta è il nome russo per un simile riparo, ma in Mongolia è ger) i mongoli abitualmente cucinano in una pentola di ghisa o di alluminio su una piccola stufa, e usano la legna o lo sterco secco come carburante.

## Piatti tipici
Il piatto contadino più comune è il montone cotto, spesso senza altri ingredienti. In città, tutti i locali espongono un cartello che dice buuz. Questi sono una sorta di gnocchi di pasta ripieni di carne, cotti al vapore. Altri tipi di gnocchi sono bolliti nell'acqua (Bansh, Manti), o fritti nel grasso di montone (Khuushuur). Altri piatti mischiano la carne con il riso o noodles freschi per fare diversi tipi di stufato (tsuivan, budaatai huurga) o zuppe con noodle (gurltai shol).
Il più sorprendente metodo di cottura è usato solo in occasioni speciali. In questo caso, la carne (spesso insieme alla verdura) viene cotta con l'aiuto delle pietre, che sono state preriscaldate nel fuoco. Questo succede o con pezzi di montone in scatole di latte sigillate (Korkhog), o all'interno della cavità addominale di una capra disossata o di una marmotta (Boodog).
Il latte viene bollito per separarlo dalla panna (öröm).  Il rimanente latte scremato è trasformato in formaggio (byaslag), latte cagliato seccato (aaruul), yogurt, kefir, e anche un delicato liquore di latte (Shimiin Arkhi). Dei tipici ravioli a vapore vengono chiamati buuz.
La principale bevanda nazionale è l'airag, latte di cavalla fermentato. Il cereale più popolare è l'orzo, che è fritto o lavorato con il malto e il latte. La farina ricavata (arvain guril) viene mangiata come un porridge nel latte intero e zucchero o bevuto mescolato con il tè al latte. La bevanda giornaliera è il tè al latte salato (süütei tsai), che può diventare una zuppa nutriente aggiungendo riso, carne, o Bansh. Come risultato dell'influenza della Russia durante il periodo socialista, anche la vodka ha guadagnato popolarità con un sorprendente numero di marche locali (di solito cereali fermentati).
In Mongolia si mangia la carne di cavallo e la si può trovare nella maggior parte delle drogherie.
I mongoli hanno il boortsog, un tipo di biscotto o bocconcino.
La vodka è la bevanda alcolica più popolare; la vodka Chinggis (il nome viene da Gengis Khan) è il marchio più conosciuto, producendo più del 30% dei distillati presenti nelle rivendite di alcolici.